# Can Puig (les Llosses)
Can Puig és una casa al municipi de les Llosses inclosa en l'Inventari del Patrimoni Arquitectònic de Catalunya. A pocs metres al sud de Santa Eulàlia de Viladonja, aquesta pairalia havia format part de la dita parròquia. Actualment, però, pertany a la de les Llosses. L'actual construcció data de finals del s. XVIII (llindes 1790 i 1799). Al costat de ponent es va construir la masoveria (1831). Aquesta casa ha estat objecte d'una profunda restauració, conscient en la neteja les façanes i la substitució dels sostres de fusta per d'altres d'obra. Aquesta restauració ha afectat també a l'entorn (masoveria i cases adjacents), amb la qual cosa el complexa ha esdevingut un bonic conjunt de segona residència.
Casa, de planta rectangular, amb planta baixa, dos pisos i golfes. La teulada és de teula àrab de dues vessants. Té l'accés per la part de llevant, tot i que la façana principal és la del sud, on hi ha una galeria amb arcades de mig punt a l'altura del primer pis i al nivell de planta baixa, on forma un porxo. És una casa pairal de grans proporcions que forma part d'un ampli conjunt o explotació agrària, esdevinguda actualment segona residència. La seva estructura interior, per bé restaurada, ha estat conservada, i és de destacar el mobiliari que en ell s'hi conserva.